# The Fox and the Hound
Cáo và chó săn (tiếng Anh: The Fox and the Hound) là một bộ phim hoạt hình ca nhạc phiêu lưu vào năm 1981 sản xuất bởi Walt Disney Productions và dựa trên tiểu thuyết cùng tên của Daniel P. Mannix. Phim thứ 27 trong loạt hoạt hình truyền thống Walt Disney, bộ phim kể về câu chuyện con cáo Tod và con chó săn Copper. Chúng đã là đôi bạn tốt, cho đến mùa săn bắn, vì số phận, lại trở thành kẻ thù của nhau...
Vào thời điểm phát hành, đây là bộ phim hoạt hình đắt giá nhất được sản xuất với kinh phí 12 triệu đô la Mỹ. Đây cũng là bộ phim hoạt hình cổ điển Walt Disney cuối cùng không có bảng danh sách diễn viên và những người tham gia ở cuối phim, và bộ phim Disney cuối cùng có sự tham gia của Don Bluth trong quá trình sản xuất. Phần tiếp theo của bộ phim, Cáo và chó săn 2, đã được sản xuất để phát hành thẳng dưới dạng đĩa hình năm 2006.

## Nội dung
Con cáo con có mẹ bị thợ săn bắn chết, đã được một bà chủ trang trại Widow Tweed nhận nuôi, đặt tên là Tod, nó lớn lên trong tình yêu thương của bà và bầy chim tốt bụng sống gần đó. Cùng thời gian ấy, hàng xóm của bà là ông thợ săn đã giết mẹ Tod - Amos Slade, đem về chú chó săn Copper nhỏ xíu. Trong lúc rong chơi ở khu rừng, hai đứa bé đã mau chóng kết thân của nhau. Chúng hứa rằng sẽ mãi mãi là bạn tốt.
Nhưng vào mùa đông, ông chủ của Copper đã dẫn cậu đi cùng với lão chó săn sói Ireland già Chief. Sau khi trở về, Copper đã lớn và trở thành chó săn thực thụ, còn Tod (bấy giờ cũng đã lớn) lại trở thành kẻ thù của cậu. Tình bạn thuở ấu thơ của chúng bị đe dọa. Đã thế lão chó già Chief còn bị gãy chân vì đuổi bắt Tod càng làm tăng mâu thuẫn giữa Tod và Copper. Thấy Tod không thể sống ở nông trại thêm nữa, bà Tweed đã đem thả cậu vào rừng, ai ngờ ông thợ săn Slade biết được liền đem Copper theo, quyết tâm săn cho kì được con cáo.
Tod lang thang lạc lõng giữa rừng, tình cờ gặp một con cáo cái tên Vixey. Cả hai nhanh chóng yêu nhau. Nhưng đúng lúc đó, Slade ập đến, dồn đuổi chúng chạy lên núi. Không may ông ta bị mắc phải bẫy thú và bị gấu tấn công, chú chó Copper lao vào cứu chủ, cả Tod cũng xông đến trợ giúp. Không may trong khi giằng co, Tod lẫn con gấu bị rơi xuống thác nước. Thấy Tod vẫn chưa chết, ông thợ săn liền giơ súng định bắn cậu, nhưng Copper đã lao ra che chở cho bạn. Nhờ thế mà Tod thoát chết.
Sau chuyện đó, Tod sống luôn trên núi cùng vợ mình, hằng ngày đứng từ trên núi cao nhìn xuống ngôi nhà nơi có người bạn cũ Copper. Ông Salde đã dàn hòa với bà Tweed bên nông trại, tất cả mọi thứ trở lại yên bình. Copper nằm trong chuồng, lim dim đôi mắt nhớ về thời còn nhỏ. Tiếng nói thơ ngây của 2 đứa trẻ ngày nào lại hiện lên trong đầu chú chó săn:
- Copper, bọn mình sẽ là bạn thân mãi mãi nhé?
- Ừ, mãi mãi!!

## Lồng tiếng
- Mickey Rooney vai Cáo Tod
- Kurt Russell vai Chó săn Copper
- Sandy Duncan vai Cáo Vixey
- Pearl Bailey vai Bộ Cú Big Mama
- Richard Bakalyan vai Họ Chim sâu Dinky
- Paul Winchell vai Chim gõ kiến Boomer
- Pat Buttram vai Chó săn sói Ireland già Chief
- Jeanette Nolan vai Bà lão Widow Tweed
- Jack Albertson vai Thợ săn Amos Slade
- Keith Coogan vai Tod hồi bé
- Corey Feldman vai Copper hồi bé

## Phát hành
Cáo và chó săn được công chiếu ra rạp lần đầu vào 10 tháng 7 năm 1981. Nó được trình chiếu lại tại các rạp vào 25 tháng 3 năm 1988. Phiên bản video gia đình đầu tiên của bộ phim, ở định dạng VHS, ra mắt vào 4 tháng 3 năm 1994. Vào ngày 2 tháng 5 năm 2000, bộ phim lần đầu được phát hành dưới dạng DVD (mã vùng 1). Một phiên bản DVD đặc biệt kỷ niệm 25 năm ra mắt, gồm bản master lại của phim và một đĩa gồm các phần đính kèm, được phát hành vào ngày 10 tháng 10 năm 2006. Hiện nay bộ phim đang được nằm trong "Disney Vault".

## Phản hồi
Cáo và chó săn thu được tổng cộng 39.900.000 đô la mỹ trên toàn thế giới. Bộ phim nhận được số điểm 69% tại trang web bình luận phim Rotten Tomatoes, và đã nhận được đề cử cho Giải Young Artist Award cho phim hoạt hình hay nhất năm 1982.

## Nhạc phim
Bài hát nổi bật nhất trong phim là "Best of Friends" (Bạn thân nhất) nhạc: Richard O. Johnston; lời: Stan Fidel.
Ngoài ra còn có: 
- "Lack of Education"
- "A Huntin' Man"
- "Goodbye May Seem Forever"
- "Appreciate the Lady"